# Plectrodontus
Plectrodontus är ett släkte av skalbaggar. Plectrodontus ingår i familjen vivlar.
Kladogram enligt Catalogue of Life:
| Plectrodontus | \| \| Plectrodontus farinarius \| \| \| \| \| \| Plectrodontus mucidus \| \| \| \| \| \| Plectrodontus rufirostris \| \| \| \| |
|               | \| \| Plectrodontus farinarius \| \| \| \| \| \| Plectrodontus mucidus \| \| \| \| \| \| Plectrodontus rufirostris \| \| \| \| |
|               | Plectrodontus farinarius |
|               | |
|               | Plectrodontus mucidus |
|               | |
|               | Plectrodontus rufirostris |
|               | |